# Філоненко Юрій Павлович
Філоненко Юрій Павлович (1958, Волинь — 1998) — український композитор, піаніст, педагог, організатор численних фестивалів. Брат відомого українського музикознавця Філоненка Людомира Павловича.

## Біографія
Навчався у Львові у музичному училищі ім. Станіслава Людкевича (1973—1977), консерваторії ім. Миколи Лисенка (1978—1983).
Пісенна творчість Ю. Філоненка як композитора представлена 20 творами до віршів Валентини Трохимук і Романа Трохимука та трьома
композиціями з поезією і музикою Ю. Філоненка.